# Teve.cat
Teve.cat va ser un canal de televisió generalista amb seu a Barcelona, propietat de Publicitat i Comunicació del Vallès, SL. La cadena s'emetia en alta definició (HD), a través de la televisió digital terrestre en vuit demarcacions locals de Catalunya entre elles a Osona, Segrià, Camp de Tarragona, La Selva, Barcelonès, Vallès Occidental, Vallès Oriental i per streaming.

## Història
Va començar la programació el 27 d'abril de 2020.
El 10 de novembre de 2021 Publicitat i Comunicació del Vallès, SL va sol·licitar al CAC l'autorització per puges vendre la freqüència que tenia a La selva a Catalònia Audiovisual Media, SL. El 27 d’abril de 2022 el CAC autoritza la venda de la freqüència que Publicitat i Comunicació del Vallès, SL té a La selva a Catalònia Audiovisual Media, SL, i un dia després es fa efectiu la venda de la freqüència.
El 8 de juny de 2022 Publicitat i Comunicació del Vallès, SL va sol·licitar al CAC l'autorització per puges vendre la freqüència que tenia a Barcelonès, Vallès Occidental i Vallès Oriental a Canal 4 Catalunya, SL. El 27 de juliol de 2022 el CAC autoritza la venda de la freqüència que Publicitat i Comunicació del Vallès, SL té a Barcelonès, Vallès Occidental i Vallès Oriental a Canal 4 Catalunya, SL, i un dia després es fa efectiu la venda de la freqüència.
El 29 de setembre de 2022 Publicitat i Comunicació del Vallès, SL sol·licita al CAC la renuncio de les freqüències que té a Osona, Segrià i Camp de Tarragona. El 17 de novembre de 2022 el CAC autoritza la renúncia de les freqüències que Publicitat i Comunicació del Vallès, SL té a Osona, Segrià i Camp de Tarragona.
El 12 de setembre del 2022 Publicitat i Comunicació del Vallès, SL posar fi a les emissions de Teve.cat definitivament i desapareix després de més de 2 anys del seu posat en funcionament.